# Gymnocypris chui
Gymnocypris chui és una espècie de peix cipriniforme de la família dels ciprínids que es troba al Tibet.